# Lee-Enfield
A Rifle Mark I (Lee Enfield) a Brit Szárazföldi Erők ismétlőpuskája volt. Több változatban is készült mint a Rifle Mark II, a Rifle Mark II* és a Carabine Mark I (karabély). A fegyvert 1895-ben rendszeresítették, Lee Enfield Mark I néven, ez a Lee-Metford-tól abban tért el, hogy a metford-féle huzagolás helyett az enfieldet alkalmazta. Számtalan kisebb változtatással gyártották puska és karabély kivitelben, hosszabb vagy rövidebb tárral (SMLE). A fegyver méreteit 1905-ben jelentősen csökkentették, így jöttek létre a Short Lee Enfield puskák és karabélyok.

## Változatok
A Lee Enfield változatai és alkalmazási idejük:
- Magazine Lee-Enfield (1895–1926)
- Charger Loading Lee-Enfield (1906–1926)
- Short Magazine Lee-Enfield Mk I (1904–1926)
- Short Magazine Lee-Enfield Mk II (1906–1927)
- Short Magazine Lee-Enfield Mk III/III* (1907–)
- Short Magazine Lee-Enfield Mk V (1922–1924)
- Rifle No. 4 Mk I (1941–)
- Rifle No. 4 Mk I* (1942–)
- Rifle No 5 Mk I "Jungle Carbine" (1944–)
- Rifle No. 4 Mk 2 (1949–)
- Rifle 7.62mm 2A (1964–)
- Rifle 7.62mm 2A1 (1965–)